# Saint-Étienne-des-Champs
 Saint-Étienne-des-Champs  là một xã ở tỉnh Puy-de-Dôme trong vùng Auvergne-Rhône-Alpes miền trung nước Pháp.